# Ammutinamento del Froberg Regiment
L'ammutinamento del Froberg Regiment si svolse tra il 4 e il 12 aprile 1807 a Forte Ricasoli a Malta; fu il più grave ammutinamento scoppiato all'interno del British Army durante il periodo delle guerre napoleoniche.
Il Froberg Regiment era un'unità di mercenari stranieri, in maggioranza reclutati nei Balcani, in servizio come guarnigione al Forte Ricasoli; reclutati con false promesse e inganni, e sottoposti a un duro regime disciplinare, parte degli uomini si ammutinò prendendo in ostaggio gli ufficiali e le loro famiglie. Le richieste dei ribelli circa un loro immediato rimpatrio furono ignorate dalle autorità britanniche, che posero l'assedio al forte; alla fine i ribelli furono costretti a capitolare, non prima però di aver fatto saltare in aria il deposito delle munizioni di Ricasoli causando gravi danni alla struttura.
Gli uomini indicati come capi della rivolta furono immediatamente giustiziati dai britannici, ma una commissione d'inchiesta mise in luce le gravi illegalità attuate per reclutare i soldati del Froberg Regiment; nel giugno 1807 il reggimento fu quindi sciolto e i suoi uomini congedati e rimpatriati.

## Antefatti
Il Froberg Regiment venne fondato nel dicembre 1803 da Gustave de Montjoie, un ufficiale Émigré francese di idee realiste che si nascondeva dietro l'identità del conte tedesco Froberg; questi ricevette l'autorizzazione del Segretario per la guerra britannico di reclutare un reggimento di mercenari per prestare servizio di guarnigione a Malta, all'epoca un protettorato del Regno Unito. Froberg reclutò uomini di varie nazionalità, tra cui tedeschi, polacchi, svizzeri e russi ma soprattutto provenienti dall'Albania e delle regioni cristiane dell'Impero ottomano (in particolare Grecia e Bulgaria); i metodi di reclutamento adottati da Froberg furono alquanto discutibili: secondo quanto riferisce lo storico Adam Neale, suo contemporaneo, nel libro Travels Through Some Parts of Germany, Poland, Moldavia and Turkey, «l'inganno e la menzogna più privi di principi furono impiegati per ottenere reclute».
I 513 uomini del reggimento sbarcarono a Malta da Corfù nel 1806. Al comando dell'unità vi erano il maggiore Schumelketel e il tenente Schwartz, il secondo dei quali aveva supervisionato il discutibile processo di reclutamento. Poco dopo il loro arrivo nell'isola, diversi membri dell'unità iniziarono a lamentarsi: erano stati loro promessi alti gradi e paghe elevate, e si erano ritrovati a essere impiegati come soldati semplici per salari miseri. Quando gli uomini furono confinati per quarantena nel lazzaretto dell'isola Manoel, molti di loro chiesero di essere rimandati a Corfù; queste richieste furono infine ritirate dopo che il tenente Scwartz ebbe minacciato di privare gli uomini delle razioni alimentari, ma lo scontento non fece che salire.
Dopo la cessazione del periodo di quarantena i soldati furono autorizzati a recarsi nella città di La Valletta, dove in molti furono ben presto coinvolti in risse e litigi tra di loro e con i nativi maltesi; per prevenire disordini più gravi, il comandante delle forze britanniche a Malta, tenente generale William Villettes, ordinò di confinare l'intero reggimento a Forte Ricasoli, un vasto complesso fortificato posto all'entrata del Porto Grande. Nel novembre 1806 Villettes nominò un ufficiale britannico, il tenente colonnello James Barnes, come nuovo comandante del Froberg Regiment, ma questo non fece altro che incrementare il risentimento degli uomini.

## L'ammutinamento

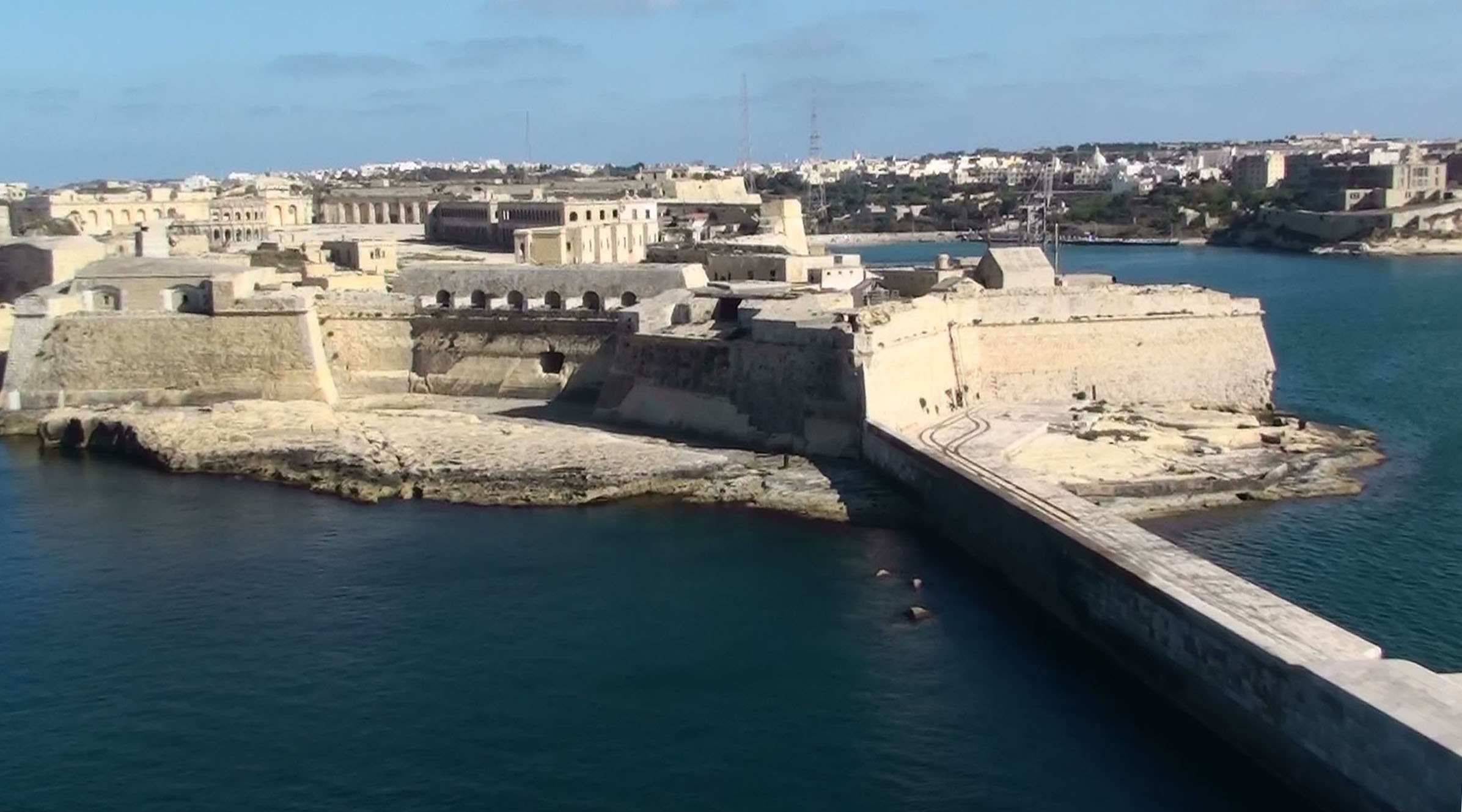
Veduta panoramica del Forte Ricasoli a Malta

L'ammutinamento prese vita il 4 aprile 1807, mentre il colonnello Barnes si trovava a La Valletta. La sollevazione fu portata avanti da circa 200 soldati di origine greca e albanese, i quali uccisero tre ufficiali tra cui il tenente Schwartz e un certo numero di altri soldati del reggimento; gli ammutinati ferirono inoltre il maggiore Schumelketel, ex comandante dell'unità, e tre altri ufficiali. Forte Ricasoli cadde completamente in mano ai rivoltosi: la bandiera britannica fu ammainata e sostituita con la bandiera navale della Russia, i cancelli del forte furono sbarrati e il ponte levatoio che conduceva al suo ingresso fu sollevato. Gli ammutinati presero come ostaggi gli ufficiali superstiti e le loro famiglie, e obbligarono i circa 20 artiglieri britannici presenti a puntare i cannoni del forte in direzione di La Valletta A capo della rivolta si pose un greco-bulgaro di nome Caro Mitro.
Vari uomini del reggimento riuscirono a fuggire dal forte e ad avvertire le autorità britanniche dell'ammutinamento. Le truppe regolari del Royal Maltese Regiment e del 39th (Dorsetshire) Regiment of Foot britannico presero posizione ai piedi del glacis di Forte Ricasoli, mentre i cannoni dei vicini Forte Sant'Elmo e Forte Sant'Angelo venivano puntati in direzione della postazione. In un messaggio, gli ammutinati pretesero di essere congedati dal servizio britannico e di essere rimandati a casa, con le paghe promesse e una lettera di perdono firmata dallo stesso Villettes; in caso contrario, i ribelli minacciarono di aprire il fuoco su La Valletta. Villettes, ad ogni modo, rigettò le richieste e intimò ai ribelli di arrendersi.
Nel corso del secondo giorno dell'ammutinamento, vari pezzi d'artiglieria furono posizionati intorno a Ricasoli ma nessun'altra azione fu intrapresa dai britannici in quanto Villettes puntava a far capitolare a postazione per fame. Un secondo messaggio dei ribelli chiese rifornimenti di cibo minacciando ancora una volta di cannoneggiare La Valletta dal forte, ma parimenti non ottenne risposta dai comandi britannici.
Il terzo giorno i ribelli liberarono uno degli ostaggi, un ufficiale, perché recapitasse un terzo messaggio; questo fu ancora una volta ignorato. L'ufficiale liberato riferì alle autorità britanniche delle condizioni del forte, ma dovette fare ritorno perché gli ammutinati tenevano ancora in ostaggio sua moglie. Poco dopo scoppiarono scontri tra i ribelli stessi: la fazione che proponeva di far cessare l'ammutinamento fece alzare sul forte una bandiera bianca, ma questa fu tuttavia subito ammainata dai sostenitori della linea dura. Notando questi segni di divisione tra i ribelli Villettes inviò una delegazione per negoziare con gli ammutinati, ma questi si rifiutarono di arrendersi.
Il quinto giorno d'assedio, l'8 aprile, gli ammutinati, a corto di cibo, liberarono le famiglie degli ufficiali prima tenute in ostaggio. I ribelli formularono anche un ultimatum minacciando di far saltare in aria il forte se delle provviste non fossero state immediatamente consegnate loro; quando il termine dell'ultimatum spirò, gli ammutinati ne formularono un secondo minacciando nuovamente di giustiziare gli ostaggi rimasti in loro possesso. Ad ogni modo, si svilupparono nuovi scontri intestini tra le diverse fazioni degli ammutinati, e approfittando di ciò un gruppo di soldati di origine tedesca e polacca riuscì ad aprire i cancelli del forte: la maggior parte degli uomini presenti colse l'occasione per fuggire e consegnarsi alle autorità britanniche, ma una ventina circa di irriducibili rimase nel forte e richiuse i cancelli dopo la fuga degli altri.
Il 10 aprile gli ammutinati rimasti a Ricasoli aprirono il fuoco in direzione di La Valletta, anche se non causarono danni. Villettes allora ordinò di prendere d'assalto il forte: un gruppo di 40 soldati comandati dal tenente de Clermont, egli stesso un ufficiale del Froberg Regiment, scalò le mura del forte e prese rapidamente possesso della struttura senza riportare alcuna perdita. Gli ammutinati rimasti si arresero senza colpo ferire, ma sei di essi si asserragliarono nel magazzino delle munizioni minacciando di farlo saltare in aria; due giorni dopo la minaccia fu infine posta in atto: i ribelli riuscirono a far esplodere circa 600 barili di polvere da sparo, uccidendo tre sentinelle britanniche e approfittando della confusione per darsi alla fuga nella campagna circostante.

## Conseguenze

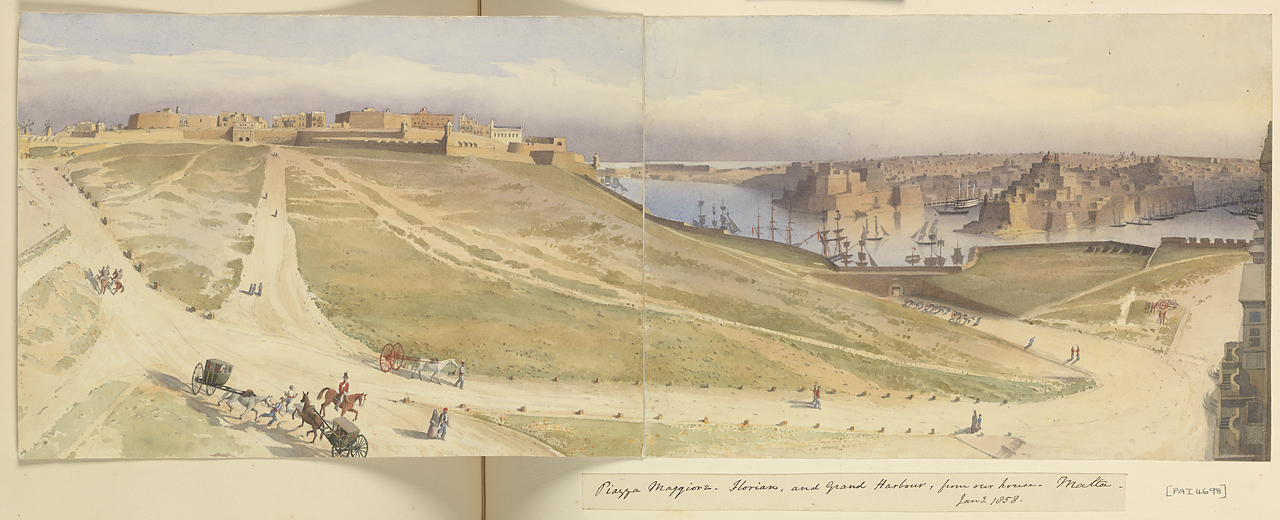
Il piazzale delle parate di Floriana in una stampa del 1858

Quattro dei sei ribelli che riuscirono a fuggire dal Forte Ricasoli furono catturati dalle autorità britanniche dopo due giorni, venendo immediatamente impiccati. Villettes dispose un processo per i capi della rivolta: 24 o 25 furono ritenuti colpevoli e condannati a morte. Le esecuzioni dei condannati si tennero sul piazzale delle parate di Floriana, alla presenza dei restanti uomini del Froberg Regiment ora agli arresti. I primi quindici condannati furono suddivisi in tre gruppi di cinque: ogni gruppo fu impiccato ad opera del gruppo successivo, con l'ultimo gruppo giustiziato per fucilazione insieme ai restanti condannati. Alcuni dei giustiziati non morirono immediatamente, e furono quindi finiti venendo lanciati oltre i bastioni del forte.
Il capo della rivolta Caro Mitro e il suo compagno Nicola d'Anastasi erano i due ribelli che riuscirono inizialmente a fuggire, ma furono catturati il 25 o il 26 aprile da soldati maltesi nei pressi del villaggio di Baħar iċ-Ċagħaq; entrambi furono immediatamente impiccati e i loro colpi sepolti in una trincea sotto i Bastioni della Salnitriera.
Una commissione d'inchiesta sull'ammutinamento fu istituita tra il 20 e il 22 aprile, e le sue indagini portarono ben presto alla luce i dubbi metodi di reclutamento adottati per formare il reggimento. Gli ufficiali investigatori ordinarono l'immediato scioglimento del Froberg Regiment nel giugno 1807: circa 350 uomini furono congedati e rimpatriati nelle loro regioni d'origine nei Balcani, mentre chi ebbe espresso il desiderio di rimanere in servizio fu riassegnato ad altri reggimenti stranieri dell'esercito britannico come il Roll's Regiment, gli Chasseurs Britanniques e il De Watteville's Regiment. Il governo maltese fece pubblicare anche un rapporto di otto pagine sull'ammutinamento, dal titolo Rapporto di quanto è accaduto nel Forte Ricasoli dalli 4 fino alli 11 d'Aprile 1807 e opera probabilmente dello scrittore Vittorio Barzoni
Gustave de Montjoie, il "conte Froberg", si trovava a Costantinopoli al momento dell'ammutinamento: venuto a conoscenza che i suoi dubbi metodi di reclutamento erano stati posti sotto inchiesta dalle autorità britanniche lasciò immediatamente la città, ma stando al racconto di Neale fu catturato da un gruppo di cosacchi in un remoto villaggio e da questi ucciso.
Il Forte Ricasoli subì gravi danni per l'esplosione del deposito delle munizioni: il St. Dominic Demi-Bastion riportò gravi danni e non fu mai riportato al suo stato originale, mentre i costi di riparazione delle restanti fortificazioni superarono le 4 500 sterline dell'epoca.